# Tomasz Stocki
Tomasz Stocki (Varsovia, 7 de marzo de 1953) es un deportista polaco que compitió en vela en la clase 470. Ganó tres medallas de bronce en el Campeonato Europeo de 470 entre los años 1976 y 1979.

## Palmarés internacional
| Campeonato Europeo | Campeonato Europeo   | Campeonato Europeo | Campeonato Europeo |
| Año                | Lugar                | Medalla            | Clase              |
| ------------------ | -------------------- | ------------------ | ------------------ |
| 1976               | Hellerup (Dinamarca) | Medalla de bronce  | 470                |
| 1978               | Cascaes (Portugal)   | Medalla de bronce  | 470                |
| 1979               | Denia (España)       | Medalla de bronce  | 470                |